# Alquenona

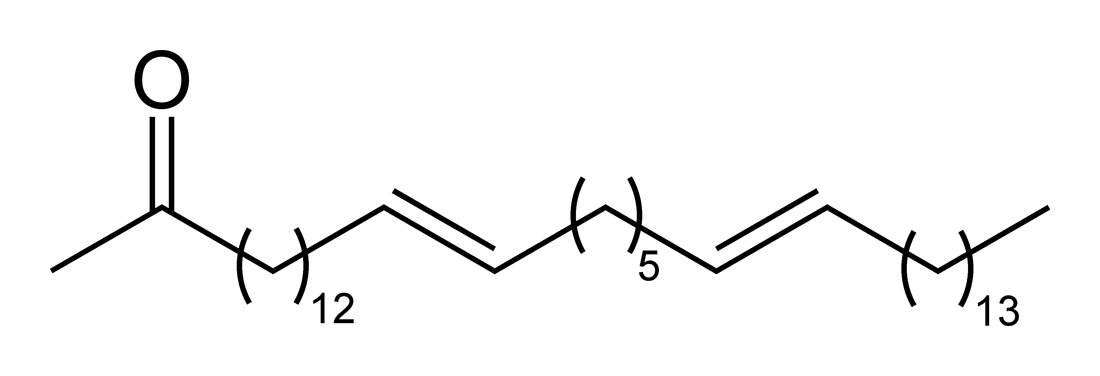
Alquenona C_{37:2}.

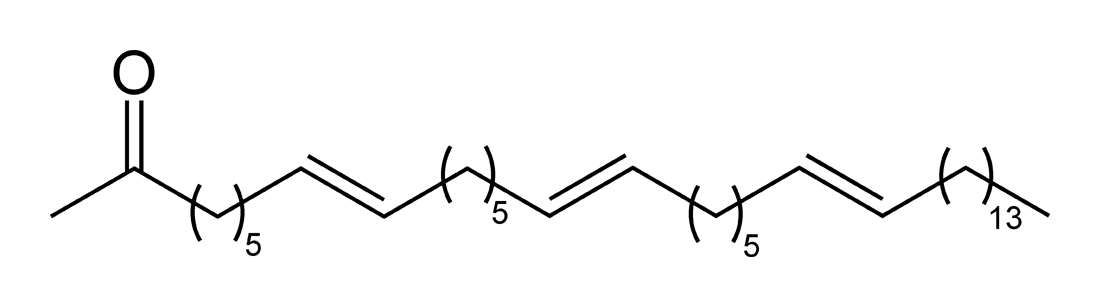
Alquenona C_{37:3}.

Las alquenonas (en inglés, alkenones) son compuestos orgánicos metil y etil n-cetonas insaturadas de cadena larga, altamente resistentes (y fosilizables) producidas durante millones de años por algunas algas fitoplanctónicas de la clase Prymnesiophyceae.
Se han observado alquenonas que contienen entre 35 y 41 átomos de carbono y con entre uno y cuatro dobles enlaces. Exclusivamente para biolípidos, las alquenonas tienen una separación de cinco grupos de metileno entre dobles enlaces, que son de la configuración E menos común. La función biológica de las alquenonas sigue siendo objeto de debate, aunque es probable que sean lípidos de almacenamiento.
Las alquenonas fueron descritas por primera vez en sedimentos oceánicos recuperados en la Cadena Walvis y luego poco después en cultivos del cocolitóforo marino Emiliania huxleyi. La aparición más temprana conocida de alquenonas fue durante el Aptiense hace 120 millones de años. Se usan en geoquímica orgánica como un indicador de la temperatura de la superficie del mar en el pasado.

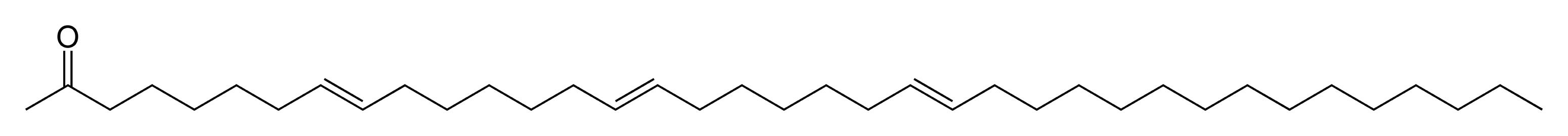
La estructura de una alquenona 37:3, (8E,15E,22E)-heptatriaconta-8,15,22-trien-2-one, C_{37}H_{68}O

Las especies productoras de alquenonas responden a los cambios en su entorno, incluyendo los cambios en la temperatura del agua, alterando las proporciones relativas de las diferentes alquenonas que producen. A temperaturas más altas se producen alquenonas más saturadas proporcionalmente. Esto significa que el grado relativo de insaturación de alquenonas puede usarse para estimar la temperatura del agua en la que crecieron los organismos productores de alquenonas. El grado relativo de insaturación se describe típicamente como un índice de insaturación de alquenonas C37 diinsaturadas frente a triinsaturadas de acuerdo con:
UK′37 = C37:2/(C37:2 + C37:3)
UK′37 puede usarse para estimar la temperatura de la superficie del mar de acuerdo con una relación empírica determinada a partir de las calibraciones de núcleo superior. La calibración más comúnmente utilizada es la de Müller et al., 1998:
UK′37 = 0.033T [°C] + 0.044
La calibración Müller et al. (1998) no es adecuada para todos los entornos y, en particular, se requieren diferentes calibraciones para latitudes altas y configuraciones lacustres.
Mediante el estudio de las alquenonas se han podido medir los descensos de las temperaturas de la superficie del mar durante, por ejemplo, el Dryas Reciente en lugares como al sur de la península ibérica, en el Mar de Alborán, que disminuyó en 4 °C respecto a las temperaturas de la oscilación climática de Allerød, bajando a los 12 °C, e impactando en la costa sur española, de tal manera que se han hallado restos de Pinguinus impennis, Pollachius pollachius o Melanogrammus aeglefinus que son de distribución mucho más al norte en la actualidad.